# 30 anni senza andare fuori tempo
30 anni senza andare fuori tempo è la seconda raccolta di Enzo Jannacci e del suo secondo disco con canzoni registrate tutte dal vivo.
L'album è stato pubblicato per la prima volta il 10 ottobre 1989 ed è stato ristampato il 23 dicembre 1996 su CD.

## Tracce
1. Silvano - 5:09
2. Vincenzina e la fabbrica - 4:00
3. Se me lo dicevi prima - 4:32
4. Musical - 6:45
5. Faceva il palo - 4:01
6. Una fetta di limone (con Giorgio Gaber) - 3:17
7. Io e te - 3:37
8. Vengo anch'io. No, tu no - 4:19
9. Quelli che... - 5:08
10. Mario - 5:18
11. Veronica - 3:57
12. Bartali - 4:09
13. Quella cosa in Lombardia - 5:14
14. Son s'cioppàa - 5:24
15. El portava i scarp del tennis - 5:30
16. Ho visto un re (con Dario Fo) - 7:12
17. Ci vuole orecchio - 6:24
18. E la vita la vita - 4:32

## Formazione
- Enzo Jannacci - voce, pianoforte
- Paolo Jannacci - pianoforte
- Franco Testa - basso
- Lele Melotti - batteria
- Maurizio Bassi - programmazione
- Giorgio Cocilovo - chitarra, banjo
- Marco Forni - tastiera, sintetizzatore, batteria elettronica
- Gaetano Leandro - tastiera, sintetizzatore, batteria elettronica
- Claudio Pascoli - sassofono tenore, sassofono soprano